# И (буква старомонгольского алфавита)
ᠢ (монг. и үсэг, и усэг; маньчж. ᡥᡝᡵᡬᡝᠨᡳ ᡳ, хэргэни и) — третья буква старомонгольского алфавита, используемая для записи монгольского языка, ранее также использовавшаяся в бурятском языке, и в несколько изменённом виде — в калмыцком, ойратском, маньчжурском и сибинском языках.

## Использование
В чахарском диалекте монгольского языка обозначает звуки [i] и [ɪ], а в халхаском — [i], [ə] или нуль.
В тодо-бичиг — разновидности старомонгольского письма, использовавшейся для записи калмыцкого и ойратского языков с XVII века и до сих пор используемой ойратами Китая, — используется другая форма буквы — ᡅ, которая обозначает звук [i], а для обозначения долгого звука [iː] используется буква э в сочетании со специальным знаком удан (ᡃ) — ᡅᡃ.
В эвенкийском алфавите на основе старомонгольского письма, используемом в Китае, обозначает звуки [i] и [ɪ], в латинском варианте алфавита ей соответствует буква I i.
В маньчжурском алфавите буква также обозначает звук [i]. Также в маньчжурском письме буква имеет, помимо стандартных монгольских, дополнительные серединные и конечные формы.
В бурятском алфавите на основе старомонгольского письма обозначала звук [i].

## Происхождение
И усэг происходит от староуйгурской буквы йод (изолированная и начальная формы — от букв алеф и йод), в свою очередь происходящей от согдийской буквы йод (𐼷).

## Написание

Изолированная «И»
«И» в начале слова
«И» в середине слова
«И» в конце слова

Изолированная «И» в тодо-бичиг
«И» в начале слова в тодо-бичиг
«И» в середине слова в тодо-бичиг
«И» в конце слова в тодо-бичиг

«И» в середине слова в маньчжурском (альтернативная форма)
«И» в середине слова в маньчжурском (альтернативная форма)
«И» в конце слова в маньчжурском (альтернативная форма)
«И» в конце слова в маньчжурском (альтернативная форма)